# Железная дорога Берлингтона и Миссури
Желе́зная доро́га Берлингтона и Миссури (англ. The Burlington and Missouri River Railroad, сокр. B&MR или B&M) — американская железнодорожная компания, зарегистрированная в Айове в 1852 году с штаб-квартире в Омахе. Она была разработана для строительства железной дороги через штат Айова и начала функционировать в 1856 году. В 1872 году она была поглощена железной дорогой Чикаго, Берлингтон и Куинси и продолжала выполнять функции её дочерней компании.

## История
В 1852 году железная дорога Берлингтона и Миссури была соединена с Берлингтоном. 1 января 1856 года, имея всего несколько миль пути, она начала функционировать. В 1857 году она была соединена с Оттумвой, в ноябре 1859 года — с рекой Миссури, в 1868 году — с Мюрреем. На ней использовались локомотивы, работающие на дровах, и деревянные пассажирские вагоны
После окончания строительства железной дорогой «Чикаго, Берлингтон и Куинси» железнодорожного моста через реку Миссисипи в Берлингтоне она соединилась с железной дорогой Берлингтона и Миссури. К 1868 году железная дорога Берлингтона и Миссури эксплуатировала 13 локомотивов и 429 вагонов, в основном грузовых, чистая прибыль в 1867 году она составляла 299.850 долларов. После процентов по кредитам общая чистая прибыль составила 6.749 долларов.

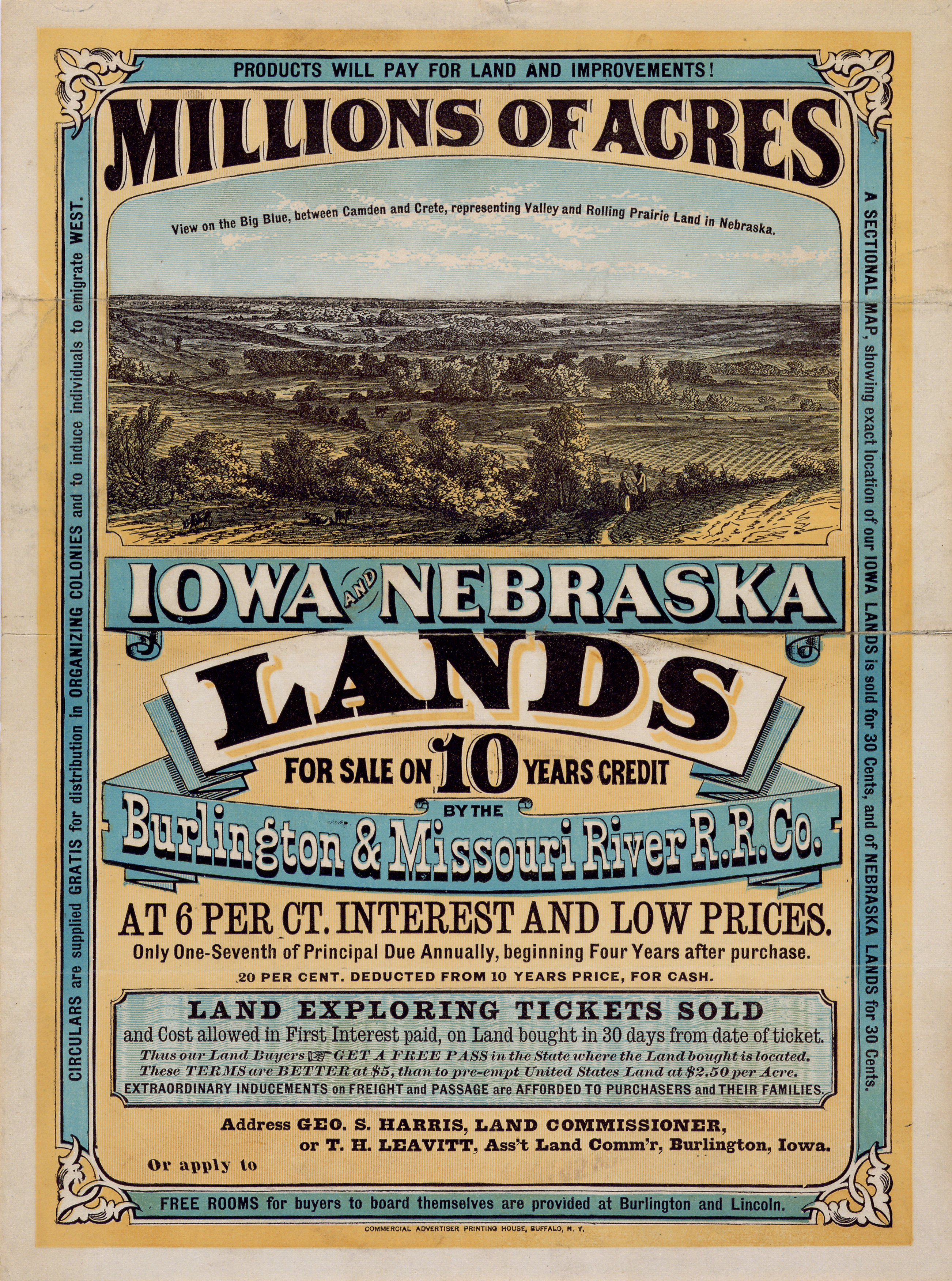
Реклама 1872 года покупки по заниженным ценам близлежащих земель.

Филиал железной дороги был основан в Небраске в 1869 году, где в 1870 году рельсы впервые прошли через Плэттсмут. Тем же летом железная дорога достигла Линкольна, недавно ставшая столицей штата. Позже она продолжила прокладывать рельсы в западном направлении и, в конечном итоге, соединилась в Карни 3 сентября 1872 года с железной дорогой «Юнион Пасифик». Это позволило связать движение из южной Небраски с остальной частью континента. В том же году она начала рекламировать «миллионы акров дешевой земли» в качестве стимула для потенциальных поселенцев в Айове и Небраске.
В 1872 году железная дорога Берлингтона и Миссури была поглощена железной дорогой «Чикаго, Берлингтон и Куинси» во время прокладки железнодорожного пути к Денверу. Эта линия была закончена железной дорогой «Чикаго, Берлингтон и Куинси» десять лет спустя.
После приобретения железной дорогой «Чикаго, Берлингтона и Куинс»и, железная дорога Берлингтона и Миссури служила ее дочерней компанией, эксплуатируя несколько линий в Блэк-Хилс, включая линии из состава железной дороги «Блэк-Хилс и Форт-Пьер», которые были в 1901 году поглощены железной дорогой «Чикаго, Берлингтон и Куинси».